# Hartville (Ohio)
Hartville és una població dels Estats Units a l'estat d'Ohio. Segons el cens del 2000 tenia 2.174 habitants.

## Demografia
Segons el cens del 2000, Hartville tenia 2.174 habitants, 863 habitatges, i 579 famílies. La densitat de població era de 458,7 habitants per km².
Dels 863 habitatges en un 33,6% hi vivien nens de menys de 18 anys, en un 52,1% hi vivien parelles casades, en un 12,3% dones solteres, i en un 32,9% no eren unitats familiars. En el 28% dels habitatges hi vivien persones soles el 8,3% de les quals corresponia a persones de 65 anys o més que vivien soles. El nombre mitjà de persones vivint en cada habitatge era de 2,49 i el nombre mitjà de persones que vivien en cada família era de 3,09.
Per edats la població es repartia de la següent manera: un 26,9% tenia menys de 18 anys, un 10,1% entre 18 i 24, un 32,4% entre 25 i 44, un 19,6% de 45 a 60 i un 11% 65 anys o més.
L'edat mediana era de 34 anys. Per cada 100 dones de 18 o més anys hi havia 91,3 homes.
La renda mediana per habitatge era de 41.012 $ i la renda mediana per família de 47.411 $. Els homes tenien una renda mediana de 34.821 $ mentre que les dones 22.679 $. La renda per capita de la població era de 19.362 $. Aproximadament el 6,2% de les famílies i el 9,2% de la població estaven per davall del llindar de pobresa.

## Poblacions més properes
El següent diagrama mostra les poblacions més properes.